# Мищенко, Владимир Сергеевич
Владимир Сергеевич Мищенко — советский хозяйственный, государственный и политический деятель.

## Биография
Родился в 1915 году в Макеевке. Член КПСС с 1937 года.
Участник Великой Отечественной войны, начальник интендантского снабжения 316-й Темрюкской Краснознамённой дивизии. С 1947 года — на хозяйственной, общественной и политической работе. В 1947—1985 гг. — инженер, старший инженер, начальник проекта, главный инженер проекта, начальник проектного отдела, заместитель главного инженера проектного института «Туркменводхоз», главный инженер проектного института «Каракумгипроводхоз».
За сооружение Каракумского канала имени В. И. Ленина в Туркменской ССР был в составе коллектива удостоен Ленинской премии 1965 года.
Умер после 1985 года.
Брат — Георгий Сергеевич Мищенко (1922—?) — председатель Государственного агропромышленного комитета Туркменской ССР.